# Woods Hole

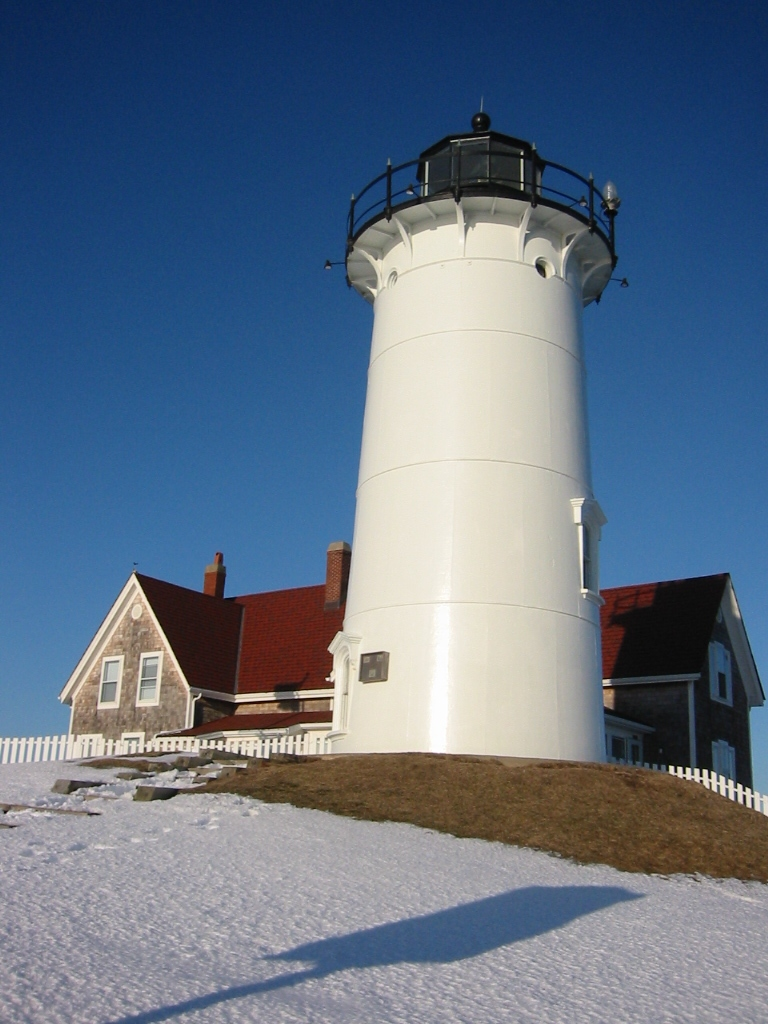
le phare de Nobska Light.

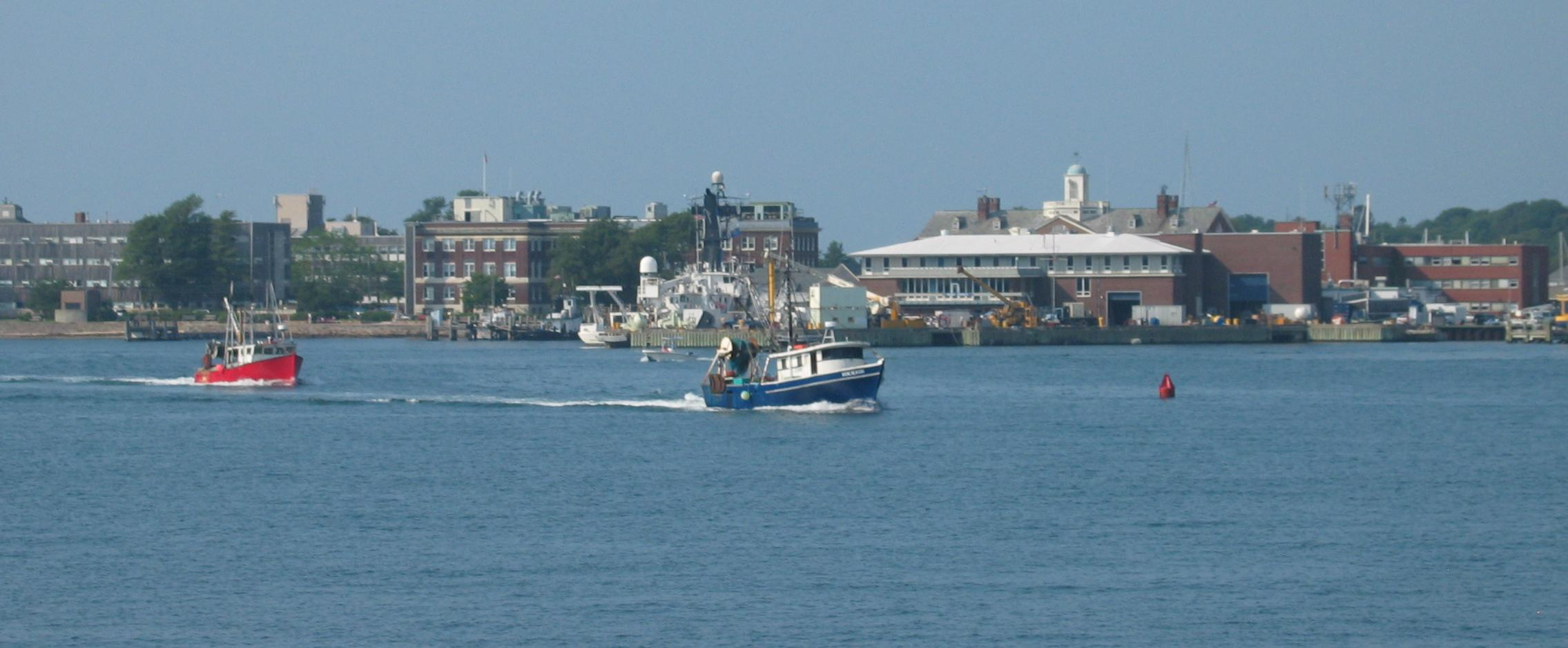
Centre de Woods Hole vu de la mer avec les bâtiments du MBL et du WHOI.

Woods Hole est un village côtier rattaché à la ville de Falmouth dans le comté de Barnstable dans le Massachusetts. Il se situe dans le coin sud-ouest de Cape Cod, face à l'île de Martha's Vineyard et des îles Elizabeth. Sa population était de 925 habitants au recensement américain de 2000.
Le village abrite plusieurs célèbres institutions scientifiques maritimes américaines dont l'Institut océanographique de Woods Hole, le Laboratoire de biologie marine, le Centre de recherche de Woods Hole (en), la National Oceanic and Atmospheric Administration (NOAA) qui débuta l'implantation de la communauté scientifique sur ce site en 1871, un centre de l'United States Geological Survey (USGS) et le campus de la Sea Education Association (en). Le lieu abrite aussi l'US Coast Guard du Secteur Nouvelle Angleterre Sud-Est et le phare de Nobska Light. 
C'est à Woods Hole que l'on prend le ferry pour l'île de Martha's Vineyard.
Le nom de « Woods Hole » fait référence au passage pour les bateaux entre le Vineyard Sound (en) et la Buzzards Bay connu pour son courant extrêmement fort, approchant les quatre nœuds.